# OAPEC
Organization of Arab Petroleum Exporting Countries eller OAPEC er en mellemstatslig organisation, der koordinerer energipolitik mellem arabiske, olie-eksporterende lande. Hovedformålet for OAPEC er at bidrage til udvikling. Hovedkvarteret er beliggende i Kuwait.

## Historie
Den 9. januar 1968 enedes tre af de (dengang) mest konservative arabiske oliestater,Kuwait, Libyen og Saudiarabien i Beirut om at danne OAPEC, med det formål at adskille produktion og salg af olie fra politik, ovenpå den halvhjertede olieembargo i 1967 efter Seksdageskrigen. En sådan brug af olie-våbnet var regelmæssigt blevet foreslået af  Arab Petroleum Congresses i kampen mod Israel, men denne krig skulle ske før det blev en realitet. Men Saudiarabiens produktion steg med 9 % i det år, så embargoen varede kun ti dage og blev helt afsluttet ved Khartoum-konferencen.

OAPEC var oprindelig tænkt som en konservativ, arabisk politisk organisation, som ved at begrænse antallet af sine medlemmer kunne eksludere regeringer som blev anset for at være radikale, som f.eks Ægypten og Algeriet, og den havde den ekstra regel, at alle nye medlemmer skulle godkendes af de oprindelige tre grundlæggere. Det oprindelige mål var at kontrollere olie-våbnet og at forhindre at det blev brugt i henhold til befolkningernes følelser. Irak afslog først at tilslutte sig, og foretrak stedet at arbejde under Arab Leagues paraply, fordi det anså OAPEC for at være for konservativ. På samme måde betragtede de tre grundlæggere Irak som alt for radikal, og de ønskede det ikke som medlem.     Men i begyndelsen af 1972 blev kriteriet for medlemskab ændret, sådan at olie nu blev altdominerende, i stedet for blot at være hovedindkomstkilden, og Algeriet, Irak, Syrien og Ægypten blev optaget. Organistaionen blev på denne måde meget mere radikal, i modstrid med den oprindelige intention. 

## Oliekrisen i 1973
1973 var en milepæl for organisationen. I oktober dette år iværksatte ægyptiske og syriske styrker et angreb på Israel i hvad som siden blev kendt som Yom Kippur krigen. Ti dage efter at krigen var begyndt, den 16. oktober 1973 blev der afholdt forskellige møder i   Kuwait mellem medlemmerne af  OAPEC og også Persiske golfmedlemmer af OPEC, (herunder Iran). OAPEC besluttede at skære olieproduktionen med 5 % om måneden "indtil de israelske styrker er fuldstændigt ude af alle arabiske områder, som blev okkuperet i 1967-krigen...." Embargoen varede i omkring fem måneder før den blev ophævet i marts 1974 efter forhandlinger ved Washington olie-topmødet. Men dens følgevirkninger fortsatte med at kunne mærkes i resten af årtiet. For de olieeksporterende lande var olieembargoen det første tegn på deres evne til bruge deres produktion til politiske formål. En række af dem ville fremover bruge denne følelse af kontrol til at genforhandle de kontrakter, som de havde indgået med de selskaber, som havde opdaget og udnyttet deres ressourcer. Men ironisk nok virkede de voldsomt forøgede indtægter afhængighedsskabende, og en forenet OAPEC olieembargo blev aldrig siden mulig. 
I 1979 blev Ægypten smidt ud af OAPEC efter at det havde skrevet under på Camp David aftalerne, men blev genoptaget et årti senere.
Den betragtes nu som en regional, specialiseret international organisation og fokuserer på at organisere samarbejde indenfor olie-udvikling, samarbejdende projekter og regional integration.

## Eksterne links
- OAPEC website
- OAPEC information from Saudi Arabia Arkiveret 27. marts 2018 hos  Wayback Machine
- OPEC website
- OPEC and OAPEC, from Kuwait Arkiveret 17. december 2005 hos  Wayback Machine
- Will Iraq Be a Global Gas Pump? The (Re)Making of a Petro-State by Michael T. Klare, The Huffington Post, July 14 2009